# Boulevard Mostefa-Ben-Boulaïd
Le boulevard Mostefa-Ben-Boulaïd (en arabe : ﺷﺍﺭﻉ مصطفى بن بولعيد), ex-boulevard Bugeaud, est une voie d'Alger.

## Situation et accès
Ce boulevard sous forme de rampe est situé en contre-bas de la rue Larbi Ben M'hidi, il permet de descendre vers les rues Asselah Hocine et Abane Ramdane depuis la Grande Poste vers Bab El Oued. 
Il est accessible par le bus de l'ETUSA, ainsi que les deux stations de métro Ali Boumendjel et Tafourah-Grande Poste.

## Origine du nom
Il honore Mostefa Ben Boulaïd (1917-1956), l'un des fondateurs du Front de libération nationale (FLN).

## Historique
Il a été élargi dans sa partie haute entre 1927 et 1934 avec la création de huit voutes supplémentaires et un escalier qui passe en dessous du boulevard donnant sur la rue Asselah Hocine.

## Bâtiments remarquables et lieux de mémoire
- no 27 : L'Hotel Regina

## Galerie

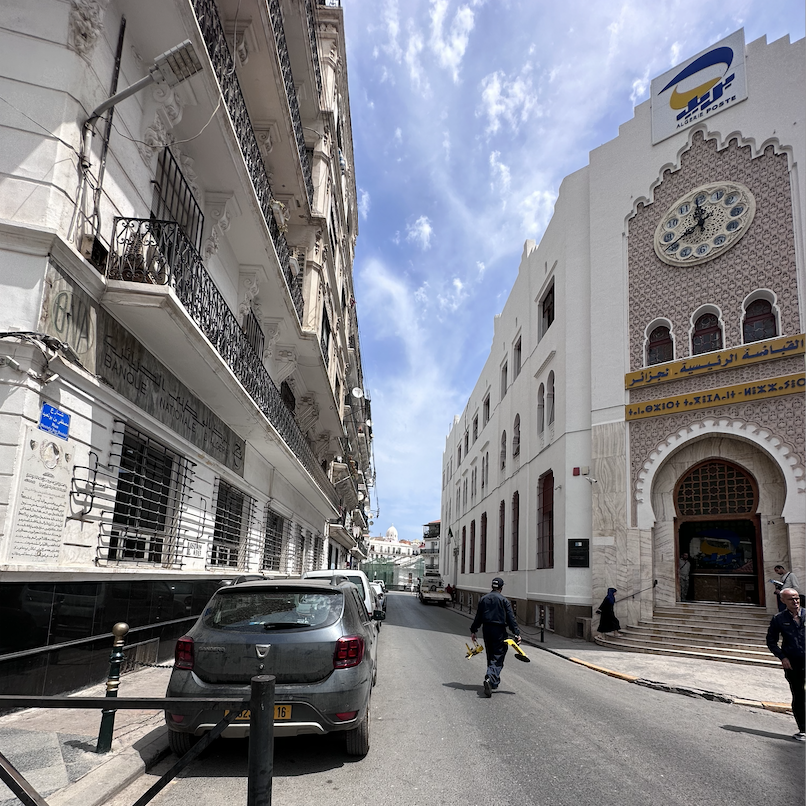
Fin du boulevard près de la Grande Poste.
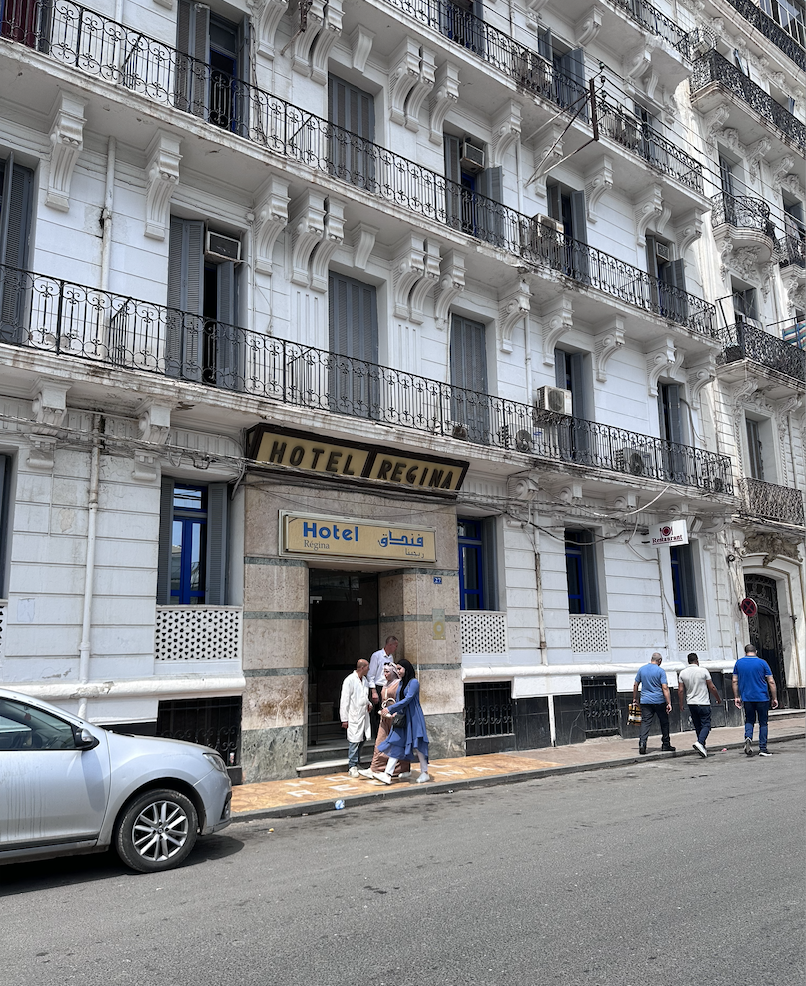
Hotel Regina
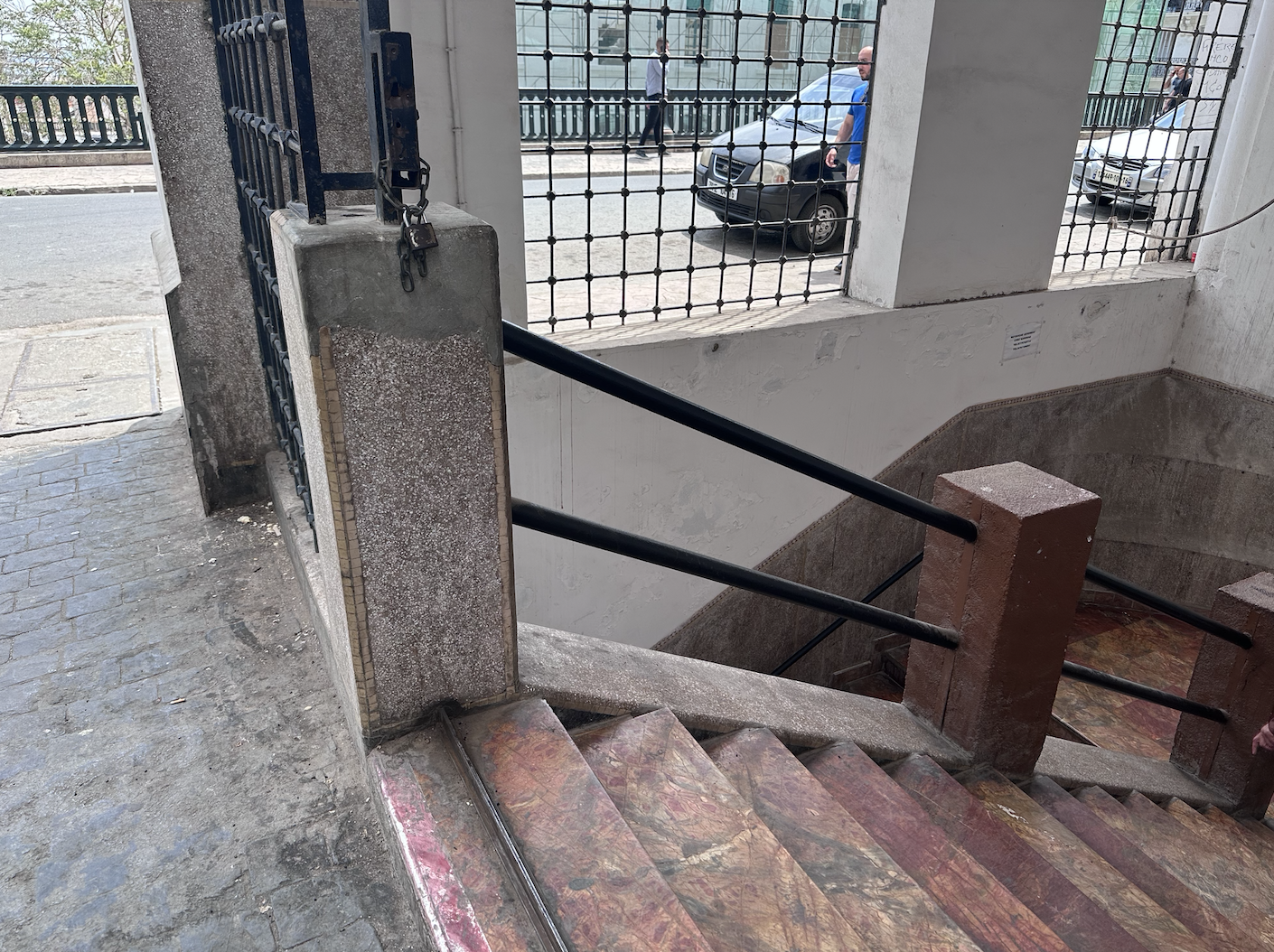
Escalier menant rue Asselah Hocine.
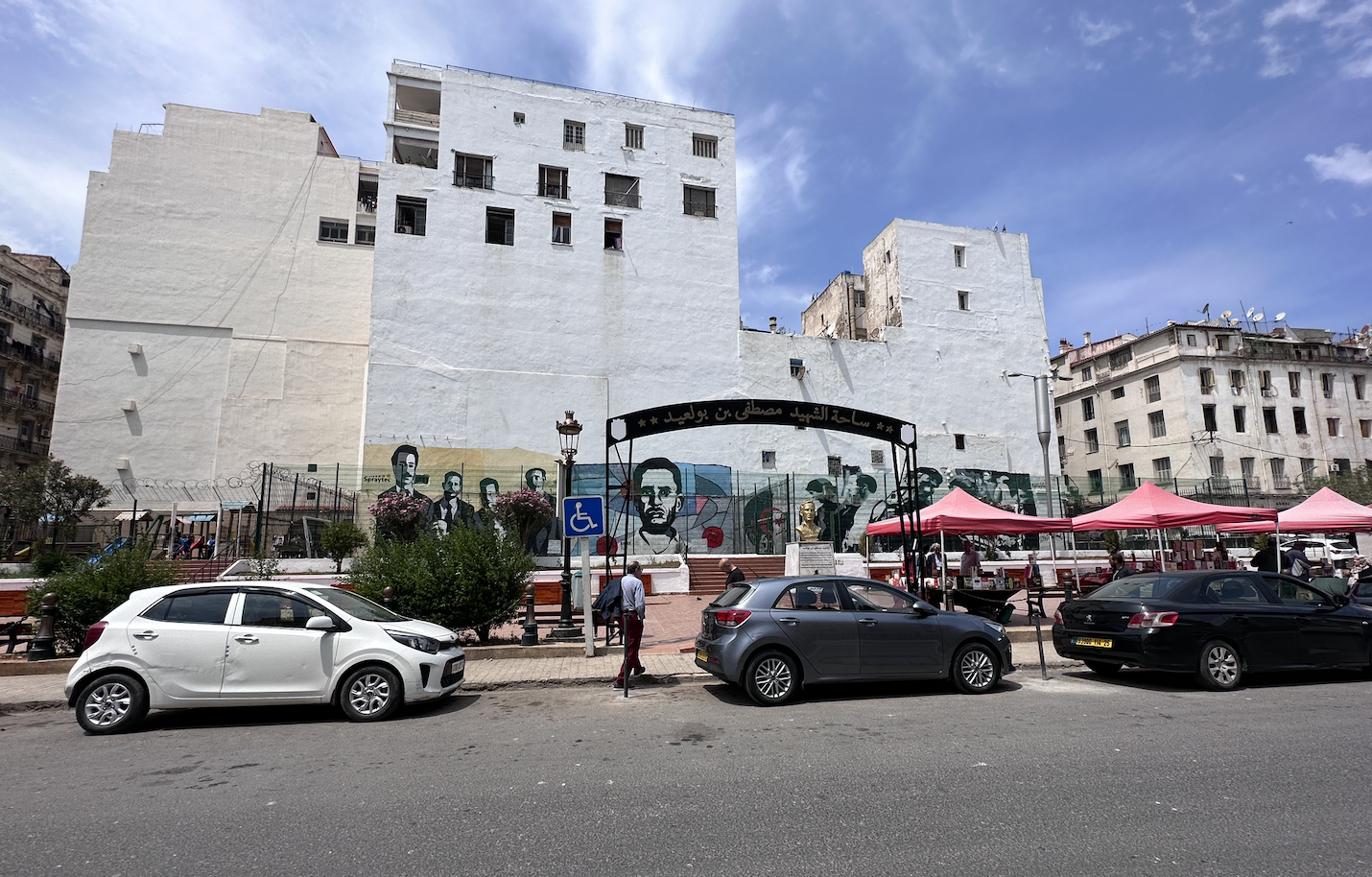
Place aménagée à la place d'un immeuble disparu.